# Theodor von Zwehl

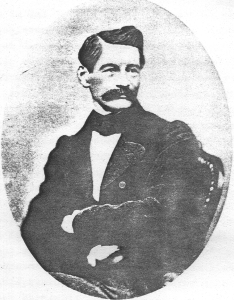
Theodor von Zwehl

Theodor Karl Johann Nepomuk von Zwehl (* 7. Februar 1800 in Vallendar; † 17. Dezember 1875 in München) war bayerischer Staatsminister des Inneren (1849–1864) und Regierungspräsident der Regierungsbezirke Oberbayern (1848–1849, 1870–1875) und Oberfranken (1864–1868?).

## Kindheit und Karrierebeginn
Theodor von Zwehl verlor bereits in früher Kindheit seine Eltern und verbrachte seine Jugend bei Verwandten in Salzburg, München und Würzburg. 1818 absolvierte er das Gymnasium in Würzburg mit sehr guten Noten und studierte Rechtswissenschaft in Würzburg und Heidelberg. Während seines Studiums wurde er 1818 Mitglied der Alten Würzburger Burschenschaft Germania, der späteren Burschenschaft Germania zu Würzburg. Nach dem Verbot der Burschenschaften geriet Zwehl 1824 mit den bayerischen Behörden in Konflikt, und wurde zeitweilig vom Studium ausgeschlossen, doch nach einem Jahr begnadigt. 1826 legte er das juristische Staatsexamen ab und wurde 1831 wurde als Hilfsarbeiter in das Staatsministerium des Inneren berufen, nach weiteren Beförderungen übernahm Zwehl 1849 als „Märzminister“ das Staatsministerium des Inneren für Kirchen- und Schulangelegenheiten, wo er fast dreieinhalb Jahre bis 1852 im Amt blieb. Während dieser Amtszeit nahm Zwehl bedeutenden Anteil an den gesetzgeberischen Arbeiten für Bestimmungen wie dem Gesetz über Versammlungen und Vereine, dem Gesetz gegen den Missbrauch der Presse, dem Gesetz über die Ausübung der Jagd auf fremden Boden und weiteren wichtigen Gesetzen.

## Zeit im Ministerium für Kirchen- und Schulangelegenheiten
Am 1. Dezember 1852 übernahm Zwehl das Ministerium für Kirchen- und Schulangelegenheiten, nachdem er es bereits seit Juni 1851 neben dem des Inneren provisorisch mitverwaltet hatte. Trotz scharfer Kritik am  Fehlen „der vollen Klarheit der Ziele“ und „der wünschenswerten Energie in Bekämpfung der dem Staatsinteresse hinderlichen Elemente“ (beispielsweise hatte er 1854 noch Bedenken, Nichtkatholiken als Geschichtsprofessoren zu berufen) findet man in seiner Amtsperiode bedeutende Leistungen. So wurde zum Beispiel ein Gesetz erlassen, das die Pflichten der Gemeinde gegenüber den Volksschulen und Lehrern bestärkte, die Lerninhalte verbesserte und auf feste Grundlagen stellte und ein Pensionssystem für den „Volksschullehrerstand“ schuf (10. November 1861). 1861 verlieh die Universität Erlangen Zwehl die juristische Doktorwürde; als Regierungspräsident sorgte Zwehl später für die Einrichtung der ersten Mensa an der Erlanger Universität.

## Regierungspräsident und Ehrenbürger von Bayreuth

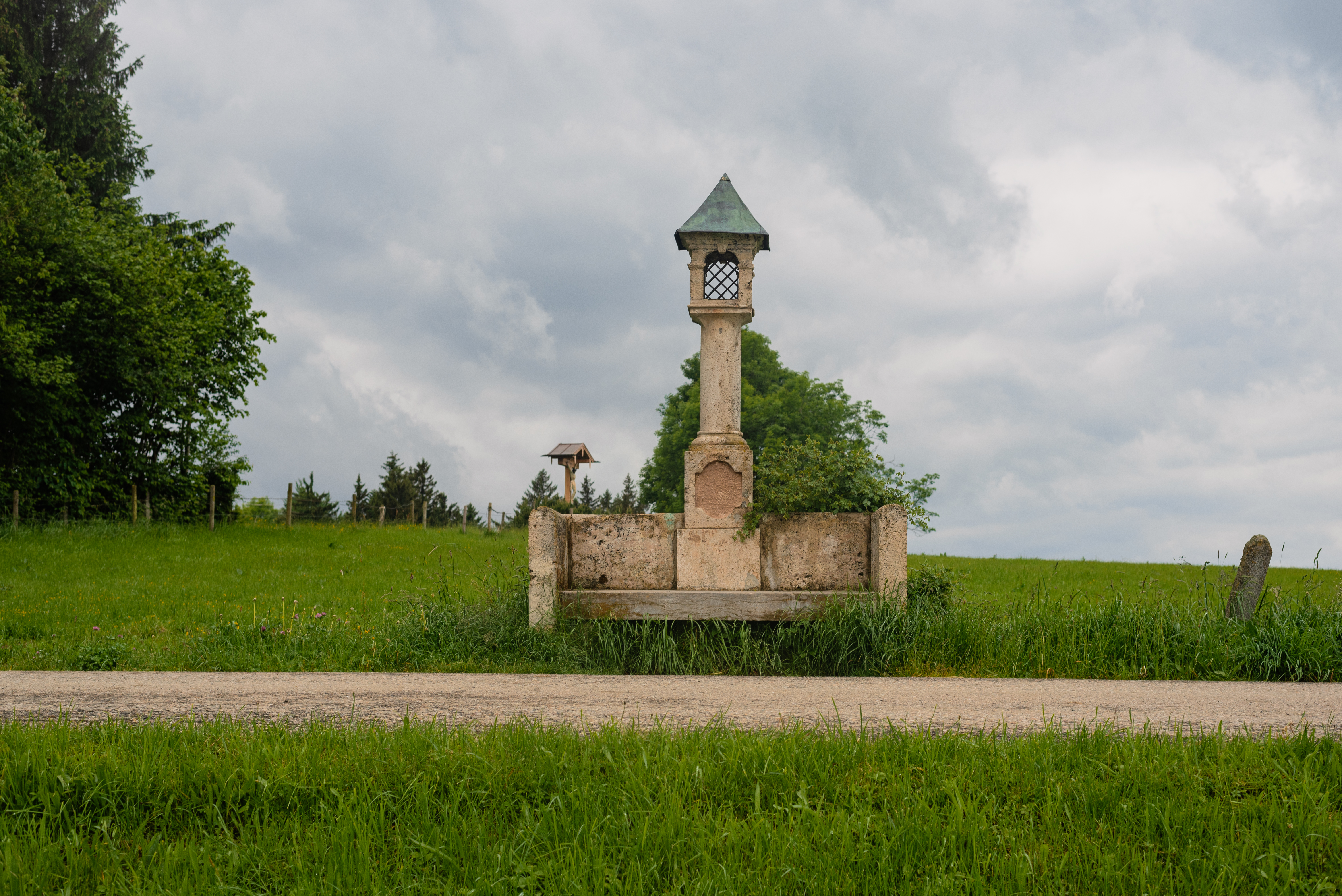
Die Ruhebank auf dem Stadlberg

1864 wurde Zwehl als Regierungspräsident nach Bayreuth versetzt. In diese Amtszeit, die bis zum 3. September 1868 dauerte, fiel die preußische Besetzung 1866. Während dieser kritischen Zeit gelang es Zwehl durch das Vertreten der Interessen der Provinz mit Klugheit und Energie und durch sein Auftreten der Stadt Bayreuth Härteres zu ersparen. Für diese Leistung wurde Zwehl am 25. September 1866 als Ehrenbürger der Stadt Bayreuth geehrt. Er verließ Bayreuth am 3. September 1868 und nahm eine Regierungsstelle in Augsburg an, wo es ihn allerdings nur zwei Jahre lang hielt. Dann wechselte er zum Regierungspräsidium nach München. Auch dort leitete er wie früher im Ministerium für Kirchen- und Schulangelegenheiten Schulreformen. Er blieb bis zu seinem Tod am 17. Dezember 1875 im Amt.
Nach seinem Tod errichteten seine Kinder auf dem Stadlberg bei Miesbach eine heute noch erhaltene steinerne Ruhebank mit Gedenktafel. In Miesbach hielt sich Zwehl häufig zur Sommerfrische auf.